# Tyra (Olsa)
Die Tyra, auch Tyrka, ist ein linker Nebenfluss der Olsa in Tschechien.

## Verlauf
Die Tyra entspringt am Nordhang des Kalužný (993 m) in den Mährisch-Schlesischen Beskiden. An seinem überwiegend nach Norden, z. T. auch nach Nordosten, in einem tiefen bewaldeten Tal durch das Gebirge führenden Lauf liegen die Ansiedlungen Biernač, Do Lodra, Tyra und Podgrúň. Dort erreicht das Flüsschen das Beskidenvorland und fließt über Oldřichovice, Závist und Kanada nach 13,1 Kilometern gegenüber dem Stahlwerk Třinec in die Olsa.

## Zuflüsse
- Tyrka (l), Závist
- Javorový potok (l), Závist
- Kanada, (l), Kanada